# Districtul Bir El Djir
Bir El Djir este un district din provincia Oran, Algeria.